# Tabanus billingtoni
Tabanus billingtoni är en tvåvingeart som beskrevs av Newstead, Dutton och Todd 1907. Tabanus billingtoni ingår i släktet Tabanus och familjen bromsar. Inga underarter finns listade i Catalogue of Life.